# 2017-18シーズンのボストン・セルティックス
2017-18シーズンのボストン・セルティックスは設立から72年目のシーズン。
セルティックスはドラフト直前にフィラデルフィア・セブンティシクサーズと指名権をトレード し全体3位指名でジェイソン・テイタムを獲得した。。その後2017年7月7日にFAだったゴードン・ヘイワードを獲得した。また8月22日には、アイザイア・トーマス、ジェー・クロウダー、アンテ・ジジッチの3選手とのトレードでクリーブランド・キャバリアーズに所属していたカイリー・アービングを獲得した。

## ドラフト選考
| 巡 | 指名順 | 選手名               | ポジション | 国籍           | 出身校など         |
| -- | ------ | -------------------- | ---------- | -------------- | ------------------ |
| 1  | 3      | ジェイソン・テイタム | SF         | アメリカ合衆国 | デューク大学       |
| 2  | 37     | セミ・オジェレエ     | PF         | アメリカ合衆国 | 南メソジスト大学   |
| 2  | 53     | カディーム・アレン   | PG         | アメリカ合衆国 | アリゾナ大学       |
| 2  | 56     | ジャバリ・バード     | SG         | アメリカ合衆国 | カリフォルニア大学 |

## レギュラーシーズン
DR = ディビジョン順位, CR = カンファレンス順位,PCT = 勝率 Z = 全体でホームコートアドバンテージ,ｘ = カンファレンスでホームコートアドバンテージ
| イースタン・カンファレンス     |     |        |                          |    |    |        |
| アトランティック・ディビジョン |     |        |                          |    |    |        |
| DR                             | CR  | チーム | チーム                   | 勝 | 敗 | PCT    |
| 1                              | 1-x | TOR    | トロント・ラプターズ     | 59 | 23 | 0.720  |
| 2                              | 2   | BOS    | ボストン・セルティックス | 55 | 27 | 0.671  |
| 3                              | 3   | PHI    | フィラデルフィア・76ers  | 52 | 30 | 0.634  |
| 4                              | 11  | NYK    | ニューヨーク・ニックス   | 29 | 53 | 0.354  |
| 5                              | 12  | BKN    | ブルックリン・ネッツ     | 28 | 54 | 0.341] |

## 主な移籍

### トレード
| 6月19日, 2017 | ボストン・セルティックスジェイソン・テイタム (3位指名) | フィラデルフィア・セブンティシクサーズマーケル・フルツ (1位指名)                                                        |
| 7月9日, 2017  | ボストン・セルティックスマーカス・モリス               | デトロイト・ピストンズエイブリー・ブラッドリー 2019年のNBAドラフトの2巡目指名権                                         |
| 9月22日, 2017 | ボストン・セルティックスカイリー・アービング           | クリーブランド・キャバリアーズアイザイア・トーマス ジェー・クロウダー アンテ・ジジッチ 2018年のNBAドラフトの1巡目指名権 |

### フリーエージェント

#### 加入選手
| 選手                 | 契約金                             | 所属していたチーム       |
| -------------------- | ---------------------------------- | ------------------------ |
| ゴードン・ヘイワード | 4-year contract worth $128 million | ユタ・ジャズ             |
| アブデル・ネイダー   | 4-year contract worth $6 million   | メイン・レッドクローズ   |
| アロン・ベインズ     | 1-year contract worth $4.3 million | デトロイト・ピストンズ   |
| ダニエル・タイス     | 2-year contract worth $2.2 million | ブローゼ・バスケッツ     |
| グーション・ヤブセレ | 2-year contract worth $4.9 million | メイン・レッドクローズ   |
| シェーン・ラーキン   | 1-year contract worth $1.5 million | サスキ・バスコニア       |
| ジャレル・エディ     | 10-day contract worth $86,119      | ウィンディシティ・ブルズ |
| グレッグ・モンロー   | 1-year contract worth $5.0 million | フェニックス・サンズ     |

#### 脱退選手
| 選手                     | 理由                               | 入団したチーム                         |
| ------------------------ | ---------------------------------- | -------------------------------------- |
| タイラー・ゼラー         | Waived                             | ブルックリン・ネッツ                   |
| ケリー・オリニク         | 4-year contract worth $50 million  | マイアミ・ヒート                       |
| アミール・ジョンソン     | 1-year contract worth $11 million  | フィラデルフィア・セブンティシクサーズ |
| ジョーダン・ミッキー     | Waived                             | マイアミ・ヒート                       |
| デメトリアス・ジャクソン | Waived                             | ヒューストン・ロケッツ                 |
| ヨナス・イェレブコ       | 2-year contract worth $8.2 million | ユタ・ジャズ                           |
| ジェームズ・ヤング       | Waived                             | ウィスコンシン・ハード                 |
| ジェラルド・グリーン     | 1-year contract worth $1.3 million | ヒューストン・ロケッツ                 |
| ジャレル・エディ         | 10-day contract expired            | ウィンディシティ・ブルズ               |